# بتهوون کر بود
بتهوون کر بود (به انگلیسی: Beethoven Was Deaf) یک آلبوم موسیقی از موریسی، هنرمند اهل انگلستان است که در سال ۱۹۹۳ میلادی منتشر شد.